# Christoph Dieckmann (Journalist)

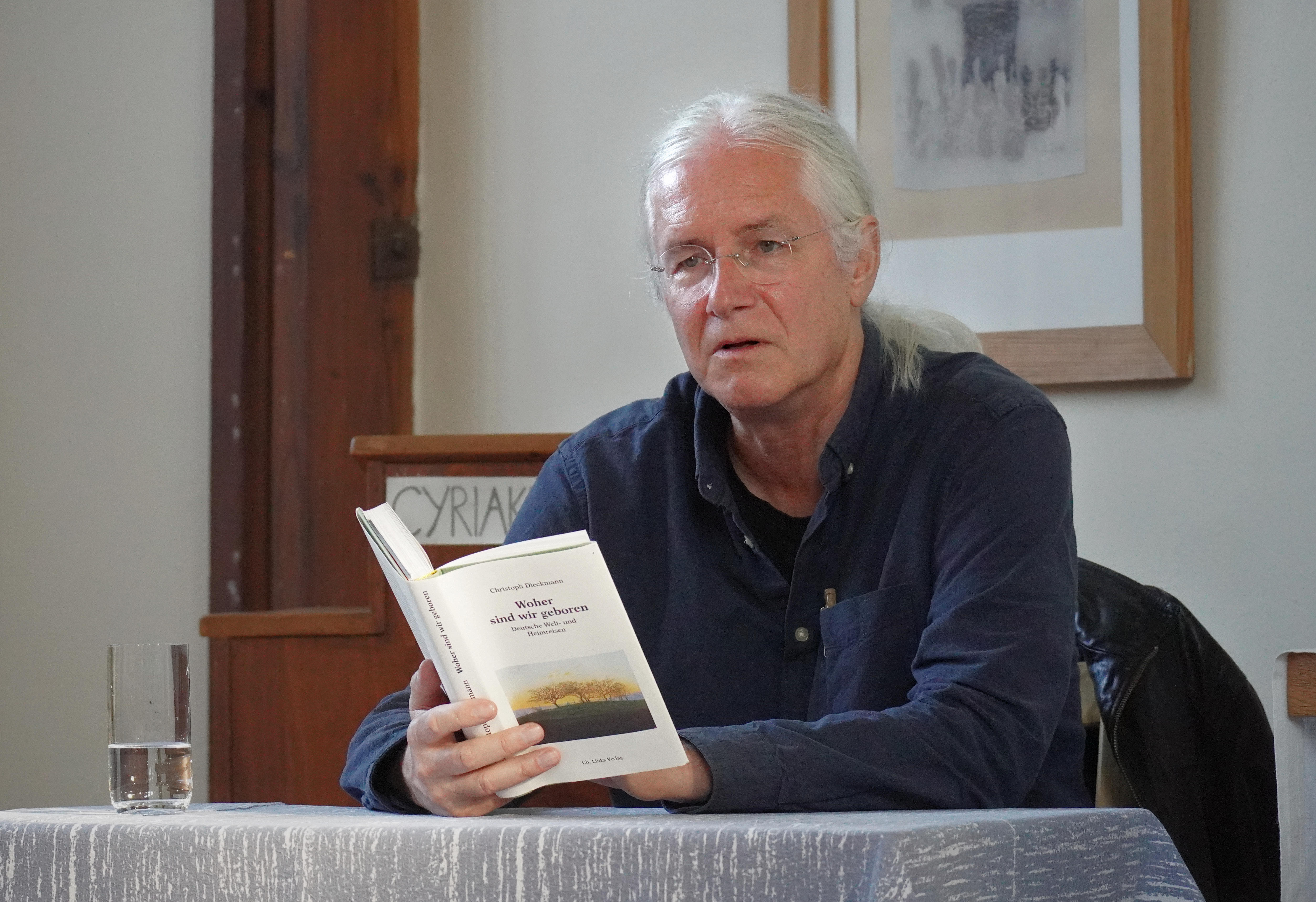
Christoph Dieckmann 2021

Christoph Dieckmann (* 22. Januar 1956 in Rathenow) ist ein deutscher Journalist und Autor.

## Leben
Christoph Dieckmann wurde 1956 in Rathenow als Sohn eines Pfarrers geboren. Er wuchs in Dingelstedt am Huy und Sangerhausen auf. In Sangerhausen wurde ihm die Zulassung zum Abitur verweigert.  Zunächst begann er 1972 in Langenau in Sachsen eine Lehre zum Filmvorführer, wurde jedoch kurz vor der Abschlussprüfung aus disziplinarischen Gründen von der Schule verwiesen. Mit einem Jahr Verzögerung bestand er 1975 die Facharbeiterprüfung und studierte dann Theologie am Theologischen Seminar in Leipzig und am Evangelischen Sprachenkonvikt in Ost-Berlin. Dieckmann lebt in Berlin-Niederschönhausen und ist in zweiter Ehe verheiratet. Seine Tochter ist 1983 geboren, sein Sohn 1995.

## Wirken
Nach seinem Theologiestudium (1975 bis 1981) war Dieckmann 1982/1983 Vikar der Evangelischen Studierendengemeinde von Ost-Berlin und Berlin-Buch, arbeitete dann bis 1986 in der theologischen Studienabteilung des Bundes der Evangelischen Kirchen in der DDR und danach bis 1990 als kirchlicher Medienreferent beim Ökumenisch-Missionarischen Zentrum/Berliner Missionsgemeinschaft und als freiberuflicher Autor. Er schrieb zuerst für Kirchenzeitungen in der DDR, dann für die kulturpolitische Wochenzeitung in der DDR Sonntag (ab 1990 Freitag). Mit einem Stipendium des US-amerikanischen World Press Institute bereiste er 1990 für sechs Monate die USA. Er ist Mitglied des PEN-Zentrums Deutschland.
Seit 1991 ist Dieckmann Mitarbeiter der Hamburger Wochenzeitschrift Die Zeit, bis 2005 Redakteur, seit 2005 Autor. Im Berliner Büro der Zeit war er für lange Zeit der einzige ostdeutsche Redakteur.
Dieckmann schreibt vorwiegend Essays und Reportagen über das Leben in der späten DDR, die neuen Bundesländer, Rockmusik, aber auch über Sport (vor allem Fußball; ehemals monatlich bei dem Magazin für Fußballkultur 11 Freunde). Häufiges Objekt ist der FC Carl Zeiss Jena. Er hat zahlreiche Bücher veröffentlicht.
Anlässlich des 65. Geburtstags von Dieckmann führten die Zeit-Autorin Jana Hensel und der Leiter des Leipziger Zeit-Büros, Martin Machowecz ein ausführliches Interview mit ihm, das in der Ausgabe 14/2021 vom 31. März 2021 erschien. Das Gespräch endet mit der Antwort auf die Frage, ob seine 30 Jahre bei der Zeit glückliche Jahre waren. Dieckmann sagt: „Es waren 30 schöne und interessante Jahre. Es ist ein großes Glück, dass ich bei der ZEIT meinen Platz in der Welt gefunden habe – einen Platz für meine Art zu leben, einzuatmen und auszuatmen. Solange es die DDR gab, wusste ich nicht, wie dieser Platz beschaffen sein könnte.“

## Schriften
- 1990 Olle DDR.
- 1991 My Generation. Cocker, Dylan, Lindenberg und die verlorene Zeit.
- 1992 Oh! Great! Wonderful! - Anfänger in Amerika.
- 1993 Die Zeit stand still, die Lebensuhren liefen. Geschichten aus der deutschen Murkelei.
- 1994 Alles im Eimer, alles im Lot.
- 1995 Time is on my side. Ein deutsches Heimatbuch.
- 1998 Das wahre Leben im falschen. Geschichten von ostdeutscher Identität. (2002 als Hörbuch)
- 1999 My Generation. Cocker, Dylan, Honecker und die bleibende Zeit.
- 2000 Hinter den sieben Bergen. Geschichten aus der deutschen Murkelei.
- 2001 Volk bleibt Volk. Deutsche Geschichten.
- 2002 Die Liebe in den Zeiten des Landfilms. Eigens erlebte Geschichten.
- 2004 Der Jena-Report.
- 2005 Rückwärts immer. Deutsches Erinnern.
- 2009 Mich wundert, daß ich fröhlich bin.
- 2012 Freiheit, die ich meine. Unbeherrschte Geschichten.
- 2013 Eine Liebe im Osten. Der Jena-Report und andere blaugoldweiße Fußballgeschichten.
- 2017 Mein Abendland. Geschichten deutscher Herkunft.
- 2018 Like a Rolling Stone. Dylan, Cocker, Springsteen - Weststars in der DDR - gemeinsam mit Harald Hauswald
- 2021 Woher sind wir geboren. Deutsche Welt- und Heimreisen.
- 2024 Der Stern von Jena. Peter Ducke und ich. (Verlag Voland & Quist)

Die meisten Bücher von Christoph Dieckmann sind im Ch. Links Verlag erschienen.
Sonstiges
- Rede zum Jahrestag der Deutschen Einheit in Halberstadt 3. Oktober 2010 PDF (Zugriff Juni 2018)

## Auszeichnungen
- 1990: Stipendium des World Press Institute in St. Paul (Minnesota) mit einer „halbjährigen USA-Erkundungsfahrt“[4]
- 1992: Internationaler Publizistik-Preis in Klagenfurt
- 1993: Theodor-Wolff-Preis
- 1994: Egon-Erwin-Kisch-Preis
- 1996: Friedrich-Märker-Preis für Essayisten
- 2017: Caroline-Schlegel-Preis (Hauptpreis) für den Essay Mein Abendland. Die Ostverbindung[5]
- 2022: Ruth (Musikpreis) für seine Berichte über Folkmusik und über das Rudolstadt-Festival[6]